# Barrule del Norte
Barrule del norte (en Noruego antiguo: varŏa-fjall; en Manés: Baarool Twoaie) es la segunda montaña más alta de la isla de Man, midiendo un total de 565 metros de alto. Desde la cúspide hasta las planicies del norte de la isla, se pueden percibir las líneas costeras de Irlanda, parte de Cumbria, Gales y Escocia.
Barrule del norte está localizada en la referencia cuadricular nº 442,909, y conforma el extremo oriental de una cresta. Forma parte de las fronteras de las parroquias de Lezayre y Maughold.

## Proceso de subida de Barrule del Norte
La cumbre de Barrule del norte puede ser alcanzada mediante una dura caminata a través de la colina, sin conocimientos técnicos sobre alpinismo, aunque hay ciertas rutas hacia la cumbre que impiden esta posibilidad

Citando al sitio web oficial de la comunidad de la Isla de Man:

Desde la cabaña negra, el caminante primero deberá ascender al tope de Clagh Ouyr, una pequeña escalada que no debería tomar más de veinte minutos en completarse. De ahí en más, se debe proceder mediante una caminata moderada a través de la cresta de la colina, hasta llegar hasta la cumbre de Barrule del norte. Para un caminante con un estado físico promedio, y a un paso normal, esta caminata debería durar entre una hora y media y dos horas. El terreno se compone principalmente, de pasto tussocky bajo y algo pantanoso en algunos lugares. 
Desde el Hibernia, seguir las señales por el sendero de asfalto, hasta que lleve a un camino que serpentea cuyos vientos impactan constantemente en el lado oeste de la cumbre entre campos granjeros. Seguir el camino por alrededor de 40 a 50 minutos, hasta encontrarse con las pendientes del sur, sobre el Valle de Corrany (también es posible hacer un ascenso que tarda más, desde la parte inferior del valle -girar en la ruta A2 en el pie de la colina empinada, inmediatamente después de atravesar la aldea de Dhoon; El Valle de Corrany está señalizado) Seguir hasta encontrarse con el camino de la cresta desde Clagh Ouyr; tras esto, el camino hacia la cumbre es claramente visible. Esta ruta ofrece un camino más corto pero más físicamente demandante.

## Accidente de aeronave
El 23 de abril de 1945, un Boeing B-17 Flying Fortress colisionó en la zona este de Barrule del norte, matando a sus 31 ocupantes a bordo. Este accidente aéreo fue el peor de la historia de la isla